# Hit the Deck
Hit the Deck é um filme americano de 1955, dos gêneros comédia, musical e romance, dirigido por Roy Rowland  e estrelado por Jane Powell, Tony Martin e Debbie Reynolds.

## Elenco
- Jane Powell como Susan Smith
- Tony Martin como Chief Boatswain's Mate Wm. F. Clark
- Debbie Reynolds como Carol Pace
- Walter Pidgeon como Rear Adm. Daniel Xavier Smith
- Vic Damone como Rico Ferrari
- Gene Raymond como Wendell Craig
- Ann Miller como Ginger
- Russ Tamblyn como Danny Xavier Smith
- J. Carrol Naish como Mr. Peroni
- Kay Armen como Mrs. Ottavio Ferrari
- Richard Anderson como Lt. Jackson